# Al-Karkh (Bagdad)

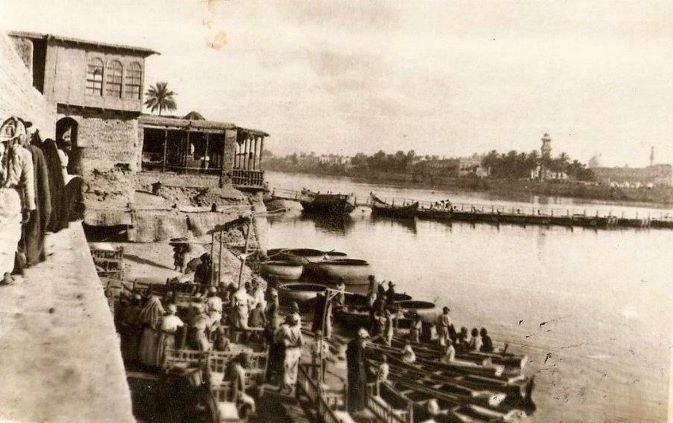
Imatge de la ciutat de 1917.

Al-Karkh o Karkh Baghdad (àrab: الكرخ, al-Karẖ) fou una ciutat fortificada propera a Bagdad. Existia abans de la fundació de Bagdad el 762 i el seu nom derivava de la paraula aramea karka que precisament vol dir ‘vila fortificada’. L'hauria fundat Sapor II a la meitat del segle iv i estava habitada per arameus cristians.
Fins al segle viii fou el principal mercat de la zona però fou engolida per Bagdad de la que va esdevenir un suburbi. Al segle x estava poblada majoritàriament per xiïtes. Fou el principal barri de la part occidental de Bagdad i en ell es van construir nombroses mesquites, tombes i monuments importants. Al segle xiii quan els barris van desaparèixer en ruïnes, al-Karkh va subsistir com entitat separada a 1,5 km del barri habitat més proper que era el de Bab al-Basra, que al segle XV va abraçar al-Karkh el nom del qual es va deixar d'utilitzar.